# Taranto Sport 2009-2010
Questa pagina raccoglie le informazioni riguardanti il Taranto Sport nelle competizioni ufficiali della stagione 2009-2010.

## Stagione
Nella stagione 2009-2010 il Taranto disputa il girone B del nuovo campionato di Prima Divisione, raccoglie 45 punti che valgono l'ottava posizione. Una stagione caratterizzata da quattro cambi di allenatore. Ottiene 23 punti nel girone di andata 2 22 nel girone di ritorno, con una regolarità di centroclassifica. Miglio realizzatore di stagione il siciliano Giorgio Corona autore di 8 reti in campionato. Nella Coppa Italia maggiore il Taranto esce nel primo turno, superato (1-3) dal Cosenza. Nella Coppa Italia di Lega Pro i rossoblù superano nel primo turno la Nocerina, nel secondo turno hanno la meglio sull'Aversa Normanna, mentre nel girone A del terzo turno, lasciano il passaggio al Cosenza.

## Rosa
| N. |                      | Ruolo | Calciatore          |
| -- | -------------------- | ----- | ------------------- |
|    | Italia (bandiera)    | P     | Nicola Barasso      |
|    | Italia (bandiera)    | C     | Matteo Berretti     |
|    | Italia (bandiera)    | C     | Riccardo Bolzan     |
|    | Spagna (bandiera)    | P     | Nicolás Bremec      |
|    | Italia (bandiera)    | D     | Simone Calori       |
|    | Italia (bandiera)    | D     | Francesco Colombini |
|    | Italia (bandiera)    | C     | Carmine Coppola     |
|    | Italia (bandiera)    | A     | Giorgio Corona      |
|    | Argentina (bandiera) | C     | Lucas Correa        |
|    | Italia (bandiera)    | A     | Roberto Cortese     |
|    | Cile (bandiera)      | A     | Nicolás Corvetto    |
|    | Italia (bandiera)    | C     | Andrè Cuneaz        |
|    | Italia (bandiera)    | A     | Nunzio Di Roberto   |
|    | Italia (bandiera)    | A     | Vito Falconieri     |
|    | Italia (bandiera)    | C     | Simone Felci        |
|    | Italia (bandiera)    | A     | Emanuele Ferraro    |
|    | Italia (bandiera)    | C     | Davide Giorgino     |
|    | Italia (bandiera)    | C     | Mauro Gori          |

| N. |                      | Ruolo | Calciatore              |
| -- | -------------------- | ----- | ----------------------- |
|    | Italia (bandiera)    | D     | Raffaele Imparato       |
|    | Italia (bandiera)    | A     | Riccardo Innocenti      |
|    | Italia (bandiera)    | C     | Benedetto Iraci         |
|    | Iran (bandiera)      | D     | Alì Lolli               |
|    | Argentina (bandiera) | C     | Julián Magallanes       |
|    | Svezia (bandiera)    | D     | Thomas Magnusson        |
|    | Brasile (bandiera)   | C     | Adriano Mezavilla       |
|    | Italia (bandiera)    | D     | Vincenzo Migliaccio     |
|    | Italia (bandiera)    | D     | Gianluca Nocentini      |
|    | Italia (bandiera)    | D     | Fabio Prosperi          |
|    | Italia (bandiera)    | C     | Alberto Quadri          |
|    | Croazia (bandiera)   | C     | Ivan Rajčić             |
|    | Italia (bandiera)    | A     | Nicola Russo            |
|    | Italia (bandiera)    | C     | Francesco Scarpa        |
|    | Italia (bandiera)    | C     | Nicola Strambelli       |
|    | Finlandia (bandiera) | D     | Ville Taulo             |
|    | Italia (bandiera)    | A     | Vittorio Tateo Triarico |
|    | Italia (bandiera)    | D     | Federico Viviani        |

## Risultati

### Lega Pro

#### Girone di andata
| Arbitro: | M. Russo (Milano) |

|            |           |  |
| Corona 44’ | Marcatori |  |

| Arbitro: | G. Stefanini (Livorno) |

|                                            |           |            |
| Viviani 70’ (aut.) Tozzi Borsoi 75’ (rig.) | Marcatori | 45’ Scarpa |

| Arbitro: | Gallo (Barcellona Pozzo di Gotto) |

|            |           |  |
| Correa 10’ | Marcatori |  |

| Arbitro: | Viti (Campobasso) |

|                |           |            |
| Scappini 90+2’ | Marcatori | 61’ Corona |

| Arbitro: | Bagalini (Fermo) |

|               |           |                      |
| Innocenti 88’ | Marcatori | 2’ Bazzani 35’ Centi |

| Taranto 27 settembre 2009 6ª giornata | Taranto           | 0 – 0 | Reggiana | Stadio Erasmo Iacovone\| Arbitro: \| Vivenzi (Brescia) \| |
| Arbitro:                              | Vivenzi (Brescia) |       |          |                                                           |

| Arbitro: | Tidona (Torino) |

|  |           |                                 |
|  | Marcatori | 33’ (rig.) Corona 63’ Innocenti |

| Taranto 11 ottobre 2009 8ª giornata | Taranto           | 0 – 0 | Giulianova | Stadio Erasmo Iacovone\| Arbitro: \| Bellutti (Trento) \| |
| Arbitro:                            | Bellutti (Trento) |       |            |                                                           |

| Foggia 18 ottobre 2009 9ª giornata | Foggia           | 0 – 0 | Taranto | Stadio Pino Zaccheria\| Arbitro: \| Carbone (Napoli) \| |
| Arbitro:                           | Carbone (Napoli) |       |         |                                                         |

| Arbitro: | Barbiero (Vicenza) |

|                             |           |                       |
| Mezzavilla 76’ Correa 90+1’ | Marcatori | 4’ Catania 86’ Polani |

| Arbitro: | Irrati (Pistoia) |

|           |           |              |
| Ganci 41’ | Marcatori | 65’ N. Russo |

| Arbitro: | Di Francesco (Teramo) |

|            |           |  |
| Correa 85’ | Marcatori |  |

| Arbitro: | Ferraioli (Nocera Inferiore) |

|              |           |  |
| Altinier 58’ | Marcatori |  |

| Arbitro: | D'Alesio (Forlì) |

|               |           |            |
| M. Turchi 33’ | Marcatori | 13’ Corona |

| Taranto 29 novembre 2009 15ª giornata | Taranto             | 0 – 0 | Verona | Stadio Erasmo Iacovone\| Arbitro: \| Merchiori (Ferrara) \| |
| Arbitro:                              | Merchiori (Ferrara) |       |        |                                                             |

| Arbitro: | Ostinelli (Como) |

|                             |           |            |
| Sibilano 27’ Ousmane Sy 52’ | Marcatori | 64’ Quadri |

| Arbitro: | Bietolini (Firenze) |

|                      |           |              |
| Felci 62’ Quadri 85’ | Marcatori | 39’ Bernardi |

#### Girone di ritorno
| Arbitro: | Ruini (Reggio Emilia) |

|                                     |           |                            |
| Alfano 21’ Pozziello 44’ Romano 69’ | Marcatori | 40’, 74’ Corona 24’ Bolzan |

| Arbitro: | Corletto (Castelfranco Veneto) |

|            |           |  |
| Corona 63’ | Marcatori |  |

| Arbitro: | Paparazzo (Catanzaro) |

|                     |           |  |
| Longobardi 38’, 65’ | Marcatori |  |

| Arbitro: | De Faveri (San Donà di Piave) |

|           |           |  |
| Bolzan 9’ | Marcatori |  |

| Ferrara 31 gennaio 2010 22ª giornata | SPAL                 | 0 – 0 | Taranto | Stadio Paolo Mazza\| Arbitro: \| Palazzino (Ciampino) \| |
| Arbitro:                             | Palazzino (Ciampino) |       |         |                                                          |

| Reggio Emilia 7 febbraio 2010 23ª giornata | Reggiana          | 0 – 0 | Taranto | Stadio Giglio\| Arbitro: \| Baratta (Salerno) \| |
| Arbitro:                                   | Baratta (Salerno) |       |         |                                                  |

| Arbitro: | Borriello (Mantova) |

|                         |           |  |
| Prosperi 29’ Corona 85’ | Marcatori |  |

| San Severo 28 febbraio 2010 25ª giornata | Giulianova                   | 0 – 0 | Taranto | Stadio Rubens Fadini\| Arbitro: \| Del Giovane (Albano Laziale) \| |
| Arbitro:                                 | Del Giovane (Albano Laziale) |       |         |                                                                    |

| Taranto 7 marzo 2010 26ª giornata | Taranto         | 0 – 0 | Foggia | Stadio Erasmo Iacovone\| Arbitro: \| Massa (Imperia) \| |
| Arbitro:                          | Massa (Imperia) |       |        |                                                         |

| Potenza 14 marzo 2010 27ª giornata | Potenza               | 0 – 0 | Taranto | Stadio Alfredo Viviani\| Arbitro: \| Di Francesco (Teramo) \| |
| Arbitro:                           | Di Francesco (Teramo) |       |         |                                                               |

| Arbitro: | Giacomelli (Trieste) |

|  |           |           |
|  | Marcatori | 72’ Ganci |

| Arbitro: | Vivenzi (Brescia) |

|                |           |  |
| Bernardo 90+4’ | Marcatori |  |

| Arbitro: | Ostinelli (Como) |

|              |           |                         |
| Prosperi 42’ | Marcatori | 56’ Marchi 90+1’ Cunico |

| Arbitro: | Merlino (Udine) |

|               |           |         |
| E. Ferraro 8’ | Marcatori | 38’ Moi |

| Arbitro: | Gallo (Barcellona Pozzo di Gotto) |

|           |           |  |
| Cangi 42’ | Marcatori |  |

| Arbitro: | Palazzino (Ciampino) |

|                  |           |  |
| Falconieri 45+1’ | Marcatori |  |

| Arbitro: | Citro (Battipaglia) |

|  |           |              |
|  | Marcatori | 77’ Corvetto |

### Coppa Italia
| Arbitro: | Ciro Carbone (Napoli) |

|               |           |                                      |
| Innocenti 21’ | Marcatori | 34’ Porchia 65’ Caccavallo 74’ Danti |

### Primo Turno
| Arbitro: | Moretti (Bari) |

|                                            |                      |                                        |
| Scarpa Strambelli Spinelli Prosperi Corona | Tiri di rigore 4 – 3 | De Rosa Gaeta Iannino Aquino Serrapica |

### Secondo Turno
| Arbitro: | Buttarelli (Ciampino) |

|                                          |           |  |
| Berretti 24’ Prosperi 51’ Falconieri 55’ | Marcatori |  |

### Fase a gironi

#### Gruppo A
| Grottaglie 25 novembre 2009 1ª giornata | Taranto            | 0 – 0 | Arezzo | Stadio comunale Atlantico D'Amuri\| Arbitro: \| Di Ciommo (Venosa) \| |
| Arbitro:                                | Di Ciommo (Venosa) |       |        |                                                                       |

| Arbitro: | Affinito (Frattamaggiore) |

|                             |           |  |
| La Canna 22’ Caccavallo 24’ | Marcatori |  |